# لقطة قريبة

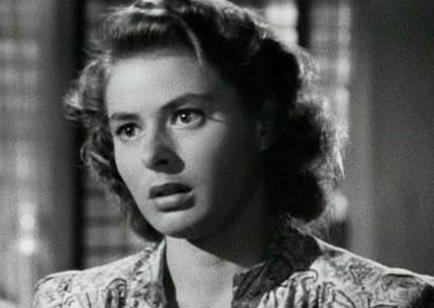

الكَثَبِيَّة أو اللقطة القريبة وهي لقطة المأخوذة للشيء المراد تصويره من وضع قريب، وتبدو عندما تعرض على الشاشة في حجم كبير. وهي بنسبة للأنسان تمثل الرأس أو الوجه أو إلى الكتفين.
و يرمز لها عادة بالحرفين (ل. ق).